# Plutothrix transdanuviana
Plutothrix transdanuviana is een vliesvleugelig insect uit de familie Pteromalidae. De wetenschappelijke naam is voor het eerst geldig gepubliceerd in 1946 door Erdös.